# 마일스톤 (프로젝트 관리)
마일스톤(milestone)이란 프로젝트 진행 과정에서 특정할 만한 건이나 표를 말한다. 예를 들어, 프로젝트 계약, 착수, 인력투입, 선금 수령, 중간보고, 감리, 종료, 잔금 수령 등 프로젝트 성공을 위해 반드시 거쳐야 하는 중요한 지점을 말한다.
마일스톤은 프로젝트 일정관리를 위해 반드시 필요한 지점을 체크하기 위해 사용한다. 프로젝트 성공을 위해 필수적인 사항들을 각 단계별로 체크함으로써 전체적인 일정이 늦춰지지 않고 제 시간 안에 과업이 종료될 수 있도록 관리하는데 도움을 준다. 다만, 마일스톤은 프로젝트 진행 과정에서 결정적으로 중요한 핵심적인 사항들만 체크하기 때문에, 그다지 중요하지는 않더라도 프로젝트 진행에 꼭 필요한 다양한 요소들을 상세하게 파악하기 힘들다는 단점이 있다.

## 같이 보기
- 벤치마킹